# Philippe Sagnac
Historiador francês (Périgueux 1868 - Luynes 1954) que criou o Centro de Estudos da Revolução Francesa em 1935 e, juntamente com Louis Halphen, fundou uma coleção histórica denominada Peuples et Civilizations.